# Afxín
Afxín (Afšīn, en persa Pišīn; avesta Pisinah) fou un títol preislàmic que portaven els prínceps d'origen turc d'Ushrusana a la Transoxiana, a la part superior del riu Zarafshan. En la tradició preislàmica Afshin fou el nom d'un net del kayànida Kobad (Kavād). Durant el període islàmic fou també un nom propi testimoniat per historiadors armenis en la forma Ōšin (Oshin o Ushin, derivat d'Awshin o Awšin)
Des del 822 o poc després aquest prínceps van esdevenir musulmans. El títol va desaparèixer amb el principar vers el 893.